# Дикий Сад
Дикий Сад — киммерийский город (городище Белозёрской культуры), расположенный недалеко от места слияния Южного Буга с Ингулом. Ныне территория города Николаева, вдоль берега Ингула, между Артиллерийской, Набережной и Пушкинской улицами.

## Местность
В этой местности сад был заложен адмиралом Грейгом во время его управления городом. Название сад получил от диких деревьев, которые не приносили плодов. Официально сад назывался адмиральский, но название Дикий было народным, поэтому со временем закрепилось. Сад очень пострадал во время двух мировых войн. Местные жители в связи с нехваткой дров и угля вырубили его практически полностью. После Второй Мировой войны от сада остался пустырь, на котором кое-где росли кусты. Практически в это же время место, где находился сад было подвержено застройке, но название по месту закрепилось..

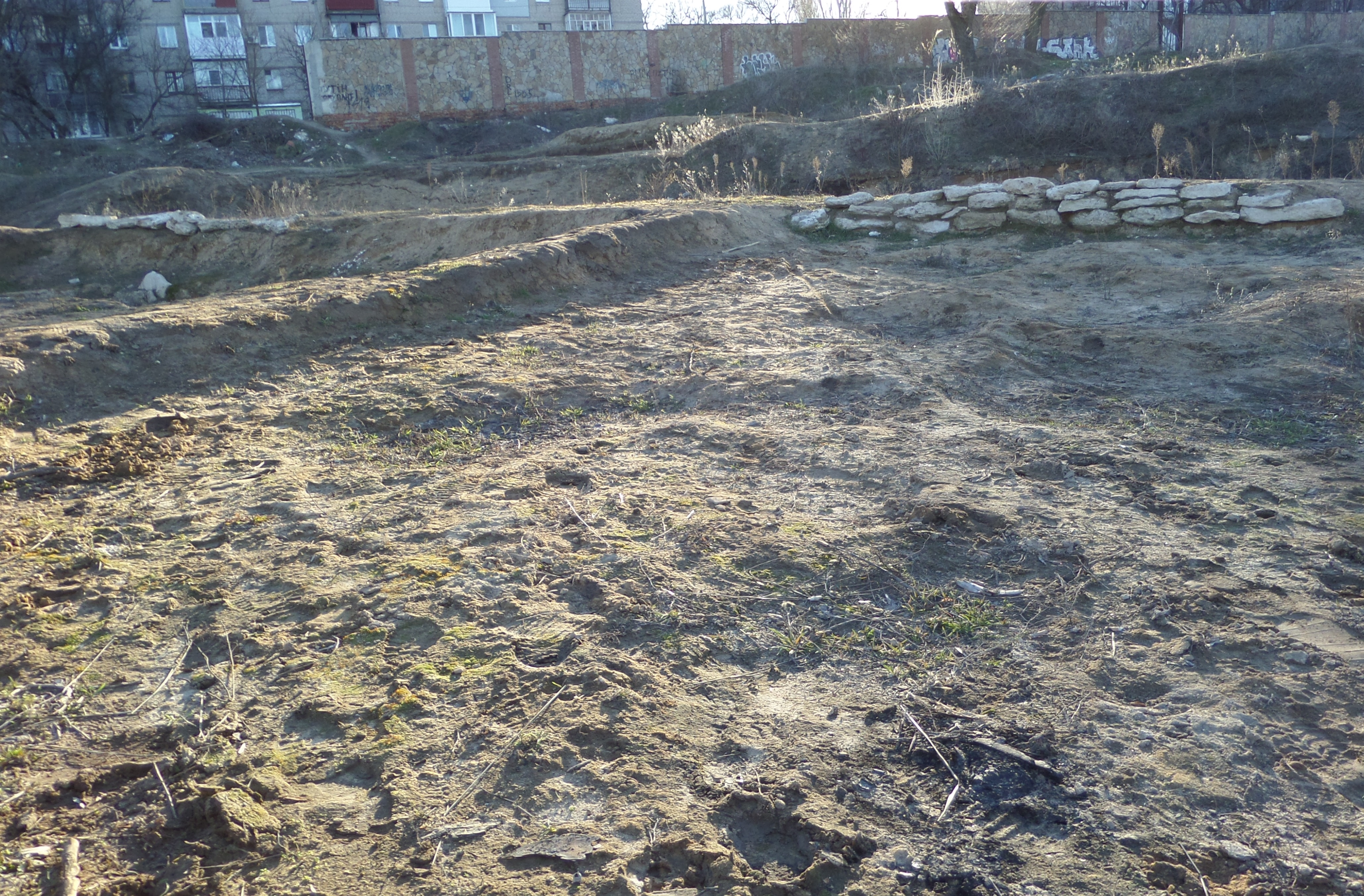
Дикий сад

## Начало исследований
Городище открыл археолог Феодосий Тимофеевич Каминский 15 августа 1927 года, регулярные исследования местности начались с 1990 года. Одной из первых находок стал бронзовый котёл.
На этом месте предположительно около XII веке до н. э. назад существовало укрепленное поселение (в северной части раскопан фрагмент оборонительной стены), одно из немногих, сохранившихся со времени переходного периода от бронзового к железному веку.
Площадь городища составляет 3 гектара, 2 из которых проданы городскими властями под застройку жилыми домами.
Во время конкурса «Семь чудес Украины» Дикий Сад попал в Топ-100.
На территории городища археологи раскопали храмовое помещение солнцепоклонников (прото-митраистов).
Также раскопали несколько ям, которые, по всей видимости, имели ритуальное значение. В них обнаружены горшки с остатками еды (скорее всего, также ритуальной), а также каменные стрелы в форме человека. Некоторые из каменных артефактов были малоазийского происхождения.
Летом 2008 года на городище был найден клад, состоящий из 12 топоров(кельтов).
В июне 2009 года в городище Дикий Сад (на углу Набережной и Артиллерийской) археологи обнаружили уникальную находку. В ходе проведения исследований в заполнении рва цитадели городища был зафиксирован каменный фундамент второго моста через ров.
Эта находка является уникальной и окончательно подтверждает тот факт, что Дикий Сад был не просто поселением ремесленников, земледельцев и скотоводов, а региональным центром конца ІІ тысячелетия до нашей эры со сложной социальной организацией. Новые открытия позволяют сделать вывод, что Дикий Сад мог быть своеобразной «столицей» территории от Дуная до Днепра и от побережья Чёрного моря до севера современных Николаевской, Одесской и частично Херсонской областей.

## Археологические памятники и значение

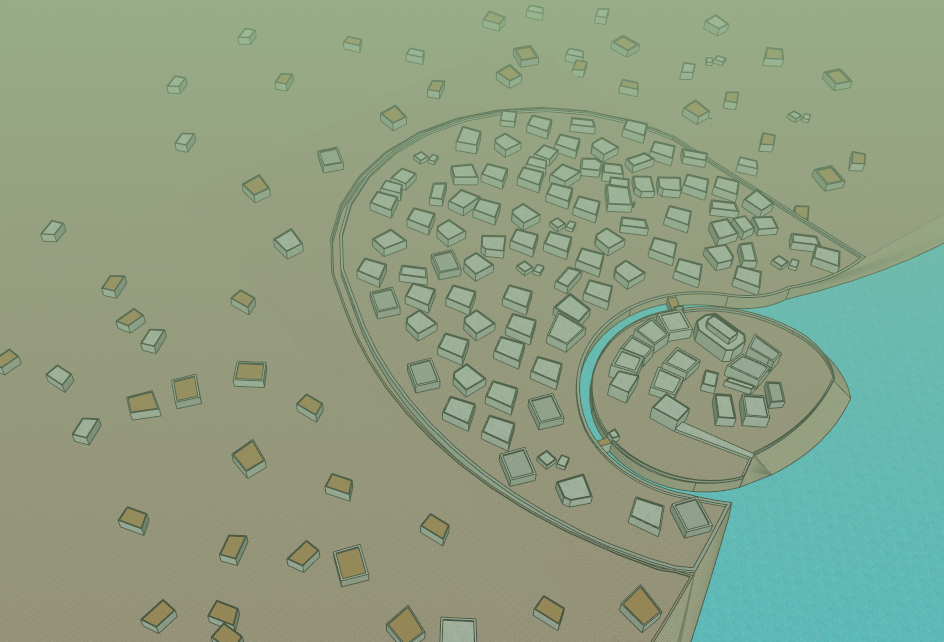
Реконструкция поселения.

Дикий Сад относят к протополису, протогосударству, к части процесса который завершается уже с появлением политической организации государства киммерийцев и скифов.У сабатиновцев — предшествующего населения — это ещё родовая община. В Диком Саду уже имеются зачатки государственности. Что даёт новое представление о древней истории Николаева, и в целом юга Украины, и всей юго-восточной Европы.
Анализ почв, полученных из Дикого Сада, свидетельствует о том, что в то время преобладал климатический период, который в истории предшествовал современному субатлантическому периоду. Климат был более влажным, более располагал к животноводству. Здесь были леса.
Согласно результатам исследований, можно уже довольно чётко обозначить границы города. Внешний ров — это внешняя оборонная линия, а внутренний, который ограждал цитадель, выполнял как оборонительную, так и социальную функцию — разделить население в социальном аспекте. В цитадели жила так называемая элита — жрецы и охрана. Тем более, именно на территории цитадели археологи нашли помещения, которые можно характеризовать как хранилища для ценных материалов. В двух метрах от моста было зафиксировано большое скопление камней, которые уже можно со стопроцентной уверенностью интерпретировать как остатки оборонительной стены и сторожевой башни, прикрывавшей въезд на второй мост. Через ров, который ограждал цитадель, были проложены два моста, условно получившие названия «южный» и «северный» (первый был открыт в 2004 году). Эти открытия, позволяют гораздо шире посмотреть на то, что же всё-таки представляло собой городище Дикий Сад.
По мнению археологов, такие сложные архитектурные композиции могли быть выполнены людьми, которые не просто жили общиной, а имели определённую социальную структуру и имущественную дифференциацию. Возведение таких сооружений (весьма грандиозных для того времени) требовало усилий энергетических, финансовых и человеческих. Сама система обороны свидетельствует о том, что была направлена на сохранение материальных ценностей, накопленных благодаря тому, что Дикий Сад занимал ключевую точку на пересечении торговых путей.
Эти конструкции идентичны тем, что были в легендарной Трое, воспетой Гомером, утверждает археолог Кирилл Горбенко.
В социальном, социально-экономическом и даже политическом аспекте городище и общество, были высокоразвитыми для своего времени. Можно расценивать его как раз образец зарождения цивилизации. Естественно, богатства уже нужно было охранять — как от чужих, так и от своих. И чтобы сделать подобную конструкцию (а исследованная длина рва, составляет 140 м при ширине в 5 м и глубине 3 м.), нужно было применить принуждение. Установлено в ходе раскопок, что конструкция эта была искусственная — её рыли вручную. Что подтверждает существование организации способной заставить основную часть населения работать на себя.